# Tyrolia Verlag

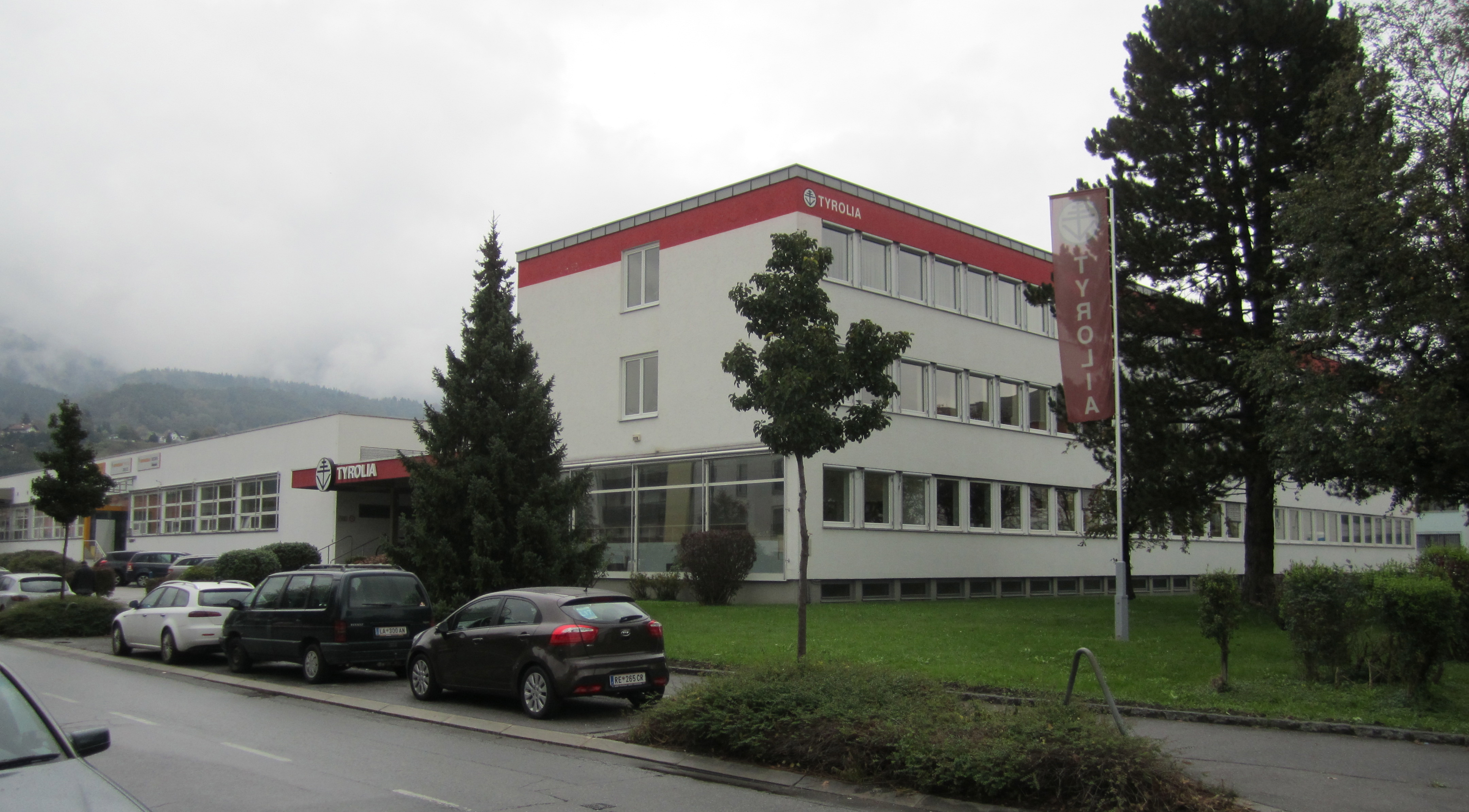
Verlagsgebäude in Innsbruck

Die Verlagsanstalt Tyrolia Gesellschaft m. b. H. ist ein österreichischer Verlag, zu dem auch eine Buchhandlungskette gehört.

## Geschichte
Der Ursprung der Verlagsanstalt Tyrolia liegt in Südtirol. Das Unternehmen begann im Jahre 1888 als Brixener Chronik, eine Zeitung, die vom Katholisch-politischen Presseverein Brixen unter dem Priester Aemilian Schöpfer gegründet wurde. 1907 wurde die Tyrolia in ihrer heutigen Form gegründet. Sie hatte zusätzlich Niederlassungen in München sowie in Wien. Mit der Trennung Tirols nach dem Ersten Weltkrieg musste die Verlagsanstalt geteilt werden und wurde in Südtirol ab 1936 als Athesia geführt.
In der Zwischenkriegszeit erfolgte die Profilierung des Tyrolia-Buchverlages als Fachverlag für Theologie, als Regional- und Schulbuchverlag und die Gründung neuer Buch- und Papierhandlungen in allen Tiroler Bezirken. 1934 zerstörten Nationalsozialisten durch einen Sprengstoffanschlag die Innsbrucker Druckerei, mit dem die Tyrolia-Zeitungen ausgeschaltet werden sollten. 1938 verbot die SA die Produktion aller Tyrolia-Zeitungen und schränkte die Buchproduktion der Tyrolia ein. Nach Kriegsende erfolgte ein Wiederaufbau unter teilweiser Wiedergutmachung der von den Nationalsozialisten zugefügten Schäden. Die Wochenzeitung Der Volksbote, welche 1973 in präsent umbenannt wurde, erschien ab 1946 österreichweit. Tageszeitung konnte aber keine mehr verlegt werden.
Im Jahre 1968 errichtete man das Druckerei- und Verlagshaus in der Innsbrucker Exlgasse und führte eine Ausweitung des Filialnetzes durch zahlreiche neue Buch- und Papiergeschäfte durch. Ferner wurde 1992 die Athesia-Tyrolia-Druck Ges.m.b.H. gegründet, die heute zu 100 % der Athesia Druck s.r.l. in Südtirol gehört, die alten Verbindungen wiederherstellt, und man weitete das Verlagsprogramm auf Bergbücher und Regionalia für Vorarlberg aus. 
2007 feierte man ein 100-Jahr-Jubiläum. Ein bekannter „Sohn“ der Tyrolia-Gruppe ist der seit 2008 amtierende Tiroler Landeshauptmann Günther Platter, der in Landeck Buchdrucker gelernt hatte. 2014 übernahm Tyrolia das Kinder- und Jugendbuchprogramm des Wiener Domverlages und pflegt dieses Programmsegment seither von einem Büro in Wien aus.
Die Anteile der Gesellschaft sind heute weit verstreut, größere Gesellschafter sind das  Prämonstratenserstift Wilten (4,67 %), die Verlagsanstalt Athesia (Bozen, 3,74 %), einige andere kirchliche Organisationen, der Rest ist privater Streubesitz.

## Unternehmensstruktur

### Geschäftsbereiche und Geschäftsführung
Die Verlagsanstalt führt drei verschiedene Geschäftsbereiche:
- Tyrolia Buch- und Papierhandel
- Tyrolia Verlag
- Tyrolia Papiergroßhandel

Die Geschäftsführung (der Vorstand) besteht aus dem Vorstandsvorsitzenden Christoph Schiemer sowie den Vorständen für Verlag (Gottfried Kompatscher) und Handel (Stephan Bair).

### Filialen
Die meisten Filialen befinden sich in Tirol. Dennoch gibt es außerhalb dieses Bundeslandes, das sich im Fokus des Unternehmens befindet, diverse Standorte in anderen österreichischen Ländern. Filialen in München wurden aufgegeben, man will sich auf den heimischen Markt konzentrieren.

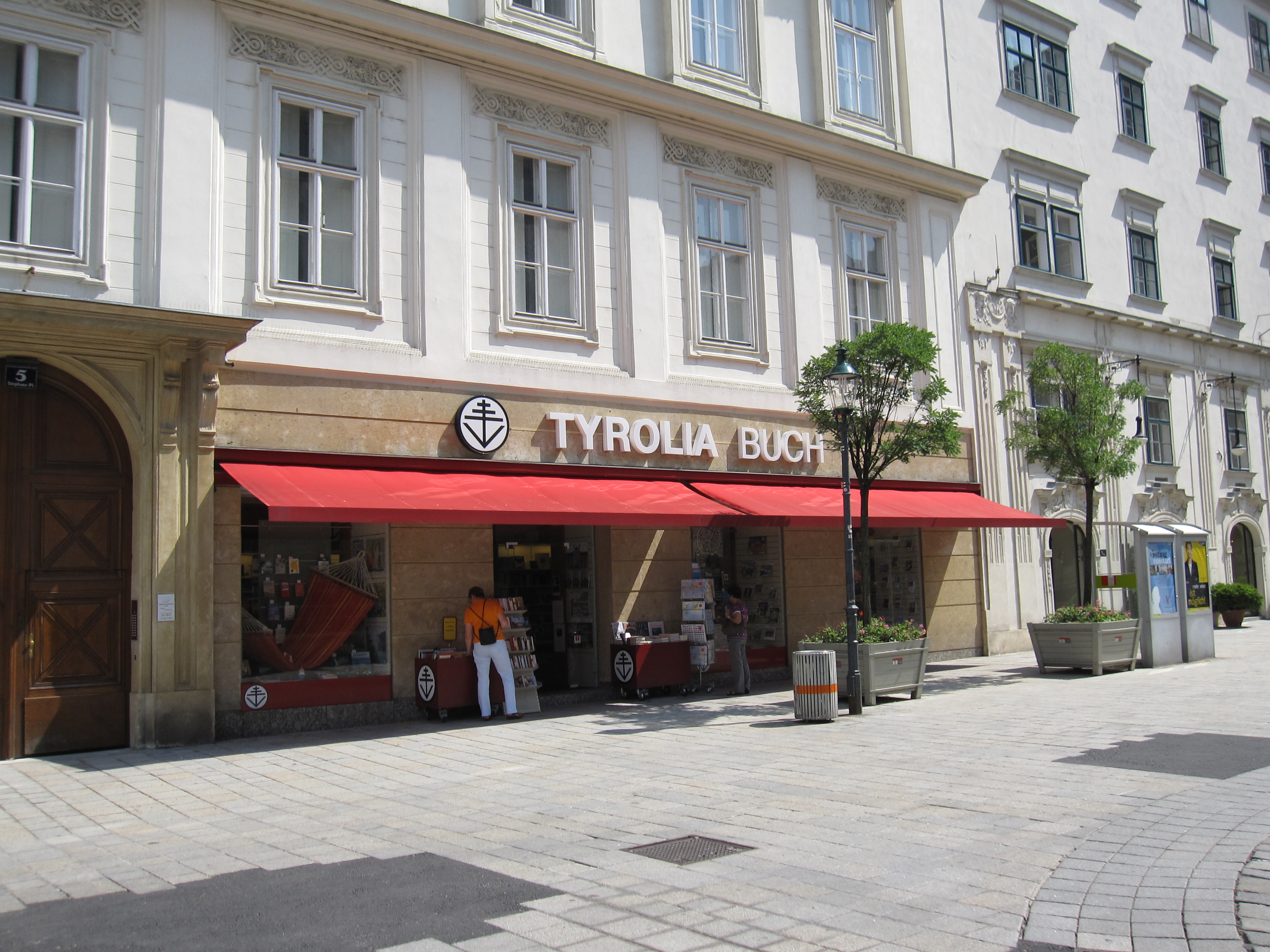
Filiale am Wiener Stephansplatz

| - Innsbruck (Maria-Theresien-Straße) - Innsbruck (DEZ) - Bludenz - Fulpmes - Telfs - Imst - Kufstein | - Landeck - Lienz - Mayrhofen - Reutte - Salzburg - Wattens - Wien | - Wörgl - St. Johann in Tirol - Schwaz - Steinach am Brenner - Rankweil - Götzis - Egg |

## Verlagsgruppe engagement
Tyrolia ist ein Gründungsmitglied der Verlagsgruppe engagement, zu der sich 1970 zehn mittelständische Verlage für die Sparte Religion und Theologie zusammengeschlossen haben. Ziel sei die Stärkung eines modernen, vom Konzil geprägten religiösen Buchprogramms, der Meinungsaustausch untereinander sowie gemeinsame Verlags- und Werbeaktivitäten.